# پنجه ابوالفضل
پنجه ابوالفضل یا دست ابوالفضل یک نماد در اسلام است. پنجه ابوالفضل پنجه‌ای فلزی است که بر پرچم‌ها و علامت‌های چند تیغه در عزاداری شیعیان نصب می‌شود.
این نماد از فرهنگ‌های دیگر وارد اسلام شده‌است و ابتدا به عنوان نمادی از پنج تن آل عبا در نظر گرفته شد. اما بعد از به حکومت رسیدن اولین حکومت شیعی در در شمال آفریقا، این نماد را به «دست فاطمه» دختر محمد تغییر داده شد. این سمبل بعدها در فرهنگ شیعیان به عنوان نمادی از جانبازی و فداکاری ابوالفضل عباس شناخته شد که در واقعه عاشورا هنگام رساندن آب به خیمه‌گاه حسین بن علی دست‌هایش از بدن جدا شد.